# El Recreo (Metro de Quito)
El Recreo es una estación de la Línea 1 del Metro de Quito, ubicada en el sur de la ciudad, en el sector comprendido entre las parroquias urbanas de Chimbacalle y La Magdalena. Forma parte del sistema de transporte metropolitano desde su inauguración oficial el 1 de diciembre de 2023.
Su ubicación estratégica le permite funcionar como un nodo multimodal de transporte urbano, al estar integrada con los corredores del Trolebús, la Ecovía y líneas de autobuses convencionales, en las inmediaciones del centro comercial El Recreo.

## Historia
La estación El Recreo fue una de las primeras en ser intervenidas como parte del proyecto del Metro de Quito. Los trabajos de construcción en el sector comenzaron oficialmente en octubre de 2016, con la implementación del frente sur del túnel.
Durante el proceso constructivo, El Recreo se convirtió en un punto clave de avance para las tuneladoras. El 10 de julio de 2018, la máquina Luz de América, proveniente desde el sur, arribó a la estación tras excavar más de 4 km desde Quitumbe. Este hito marcó el progreso de la construcción del túnel subterráneo en una de las zonas más transitadas de la ciudad.
Posteriormente se instalaron los rieles, sistemas electromecánicos, iluminación y señalización, permitiendo que hacia finales de 2018 se realizaran las primeras pruebas técnicas de circulación de trenes en el tramo sur del sistema.
La estación fue incluida dentro del cronograma de pruebas dinámicas y de operación sin pasajeros a lo largo de 2022 y 2023, antes de la apertura al público.

## Características
La estación El Recreo está diseñada como una infraestructura subterránea de alta capacidad, con dos andenes laterales y vías separadas para cada dirección del servicio. Entre sus principales características se destacan:
- Accesibilidad universal: cuenta con rampas, ascensores y señalización táctil para personas con discapacidad.
- Intermodalidad: está conectada con la estación homónima del sistema Trolebús y dispone de accesos hacia la Ecovía y otras rutas de buses urbanos.
- Equipamiento moderno: incluye iluminación LED, sistemas de ventilación forzada, cámaras de seguridad y tecnología de control automático de trenes.
- Diseño funcional: la estación fue concebida para soportar altos flujos de pasajeros, con pasillos amplios, múltiples salidas y estructuras antisísmicas.

## Servicios
La estación El Recreo ofrece varios servicios de transporte y urbanos:
- Transbordo con el Trolebús: conexión directa mediante pasarelas cubiertas hacia el Corredor Trolebús, una de las líneas de transporte más utilizadas de Quito.
- Acceso a la Ecovía: a través de rutas alimentadoras que permiten conectividad con la zona oriental de la ciudad.
- Integración con buses urbanos: líneas de transporte convencional que circulan por las avenidas Pedro Vicente Maldonado, Moraspungo y Ajaví.
- Servicios complementarios: presencia de comercio menor, cajeros automáticos, seguridad ciudadana y cercanía a centros educativos y zonas residenciales.